# Робинсон, Абрахам
Абрахам Робинсон (англ. Abraham Robinson, 6 октября 1918 — 11 апреля 1974) — американский математик, создатель «нестандартного анализа». Робинсон доказал, что поле вещественных чисел может быть расширено до множества, содержащего бесконечно малые и бесконечно большие величины в том смысле, какой вкладывали в эти понятия Лейбниц и другие математики XVIII века.

## Биография
Абрахам Робинсон родился в немецком городе Вальденбург (в наши дни — Валбжих, Польша), в еврейской семье. Первоначально его фамилия была Робинзон (нем. Robinsohn), после начала Второй мировой войны он перешёл на английское написание фамилии.
Отец Абрахама, писатель (по образованию химик), умер вскоре после рождения сына.
Когда нацисты пришли к власти в Германии (1933), Абрахаму было 15 лет. Семья (мать и двое сыновей) уехали в Палестину.
В 1935 году Робинсон поступил в иерусалимский Еврейский университет, который окончил с отличием и был направлен в Париж (1939) для продолжения образования в Сорбонне. Поэтому начало Второй мировой войны застало его во Франции.
На одном из последних судов Робинсон бежал от наступающих нацистских войск в Англию, где был зачислен в ряды движения «Сражающаяся Франция» в качестве эксперта по аэродинамике и полётам со сверхзвуковыми скоростями. К концу войны он стал выдающимся специалистом в этой области, однако продолжал исследования по математической логике, которой увлёкся в университете.
После войны Робинсон некоторое время работал в Лондоне. В 1946 году он получил диплом от Еврейского университета, а в 1949 году защитил кандидатскую диссертацию в Лондоне на тему: «Метаматематика алгебраических систем».
В 1951—1957 ггодах занимает кафедру прикладной математики в Торонто (Канада), затем 5 лет преподаёт в Еврейском университете.
В 1962 году Робинсон окончательно переселяется в США. Первые 5 лет он преподавал в Калифорнийском университете (Лос-Анджелес).
В 1967 году Робинсон перешёл в Йельский университет.
Умер от рака в 1974 году.

## Работы
Всемирная известность пришла к Робинсону после выхода в свет (с 1961 года) нескольких статей с обоснованием «нестандартного анализа», которые затем были развёрнуты в монографию (Non-standard Analysis, 1966). Оказалось, что существует непротиворечивая модель анализа, в которой бесконечно малые — корректно определённые числа, и с ними можно производить арифметические действия в духе Лейбница, без привлечения понятия предела. Тем самым была решена старая проблема: почему математики XVIII века, выполняя незаконные с точки зрения классической теории действия, тем не менее получали верные результаты.

## Основные труды
Абрахам Робинсон — автор 9 книг и около 130 статей в самых различных областях фундаментальной и прикладной математики.
- (1951): The metamathematics of algebraic systems. North-Holland, Amsterdam (диссертация).
- (1956): Complete theories. North-Holland, Amsterdam.
- (1956): Wing theory (совместно с J. L. Laurmann). Cambridge Univ. Press.
- (1963): Introduction to model theory and to the metamathematics of algebra. North-Holland, Amsterdam.
- (1966): Non-standard analysis. North-Holland, Amsterdam.
- (1979): Selected papers, Yale University Press.
  - Vol. 1 Теория моделей.
  - Vol. 2 Философия и нестандартный анализ.
  - Vol. 3 Аэродинамика.

### Переводы на русский язык
- Робинсон А. Введение в теорию моделей и мета-математику алгебры. Серия «Математическая логика и основания математики». М.: Наука, 1967, 378 с.